# Rico Gear
Pas d'image ? Cliquez ici

a Compétitions nationales et continentales officielles uniquement.

b Matchs officiels uniquement.
Dernière mise à jour le 3 octobre 2018.
Rico Gear, né le 26 février 1978 à Gisborne, est un joueur de rugby néo-zélandais, évoluant au poste d'ailier. Il mesure 1,81 m pour 94 kg.

## Biographie
Māori d'origine, il réalise une grande saison 2005 en Super 12 avec les Canterbury Crusaders, égalant avec quinze essais le record en une saison de l'Australien Joe Roff. Cette réussite conduit le sélectionneur des All Blacks Graham Henry à le choisir comme titulaire lors de la tournée 205 des Lions britanniques et irlandais, malgré la redoutable concurrence au poste d'ailier de Joe Rokocoko, Sitiveni Sivivatu ou Doug Howlett. Après la démonstration écrasante contre les Lions par trois victoires à zéro, il remporte le Tri-nations. Il fait ensuite partie de la sélection des Blacks en tournée dans l'hémisphère nord avec l'objectif de réaliser le grand chelem contre les quatre équipes britanniques, grand chelem qui n'a plus été tenté depuis 1978. Il participe aux deux victoires face au pays de Galles, où il inscrit trois essais, et l'Écosse, avec  deux nouveaux essais.
Étant d'origine māori, il est souvent le leader du haka avec les All Blacks.

## Palmarès

### En club
- 79 matchs de Super 12/14
- 39 essais dans le Super 12/14
- Vainqueur du Super 12 en 2005 avec les Canterbury Crusaders

### En équipe nationale
- Vainqueur du Tri-nations en 2005, 2006 et 2007.

## Statistiques

### En équipe nationale
Rico Gear dispute 19 tests avec les All Blacks, dont 16 en tant que titulaire, entre le 10 juillet 2004 à North Shore City contre les Pacific Islanders et le 30 juin 2007 à Melbourne contre l'Australie. il inscrit 55 points, se décomposant en onze essais. Lors de ces tests, il obtient seize victoires, concède trois défaites.
Il participe à trois éditions du Tri-nations, en 2005, 2006 et 2007, disputant huit rencontres et inscrivant trois essais,.